# 80 milionów
80 de milioane (în poloneză 80 milionów) este un film polonez din 2011 în regia lui Waldemar Krzystek. 

## Subiectul filmului
Filmul este inspirat din fapte reale, care au avut loc în Wrocław, între anii 1980-1982. Majoritatea evenimentelor prezentate în film au avut loc înainte de introducerea legii marțiale în Polonia, pe 13 ianuarie 1981. Titlul filmului este legat de retragerea din bancă a 80 de milioane de zloți, în ziua de 3 decembrie 1981 și depunerea acestor bani într-un depozit, acțiune înfăptuită de activiștii mișcării Solidaritatea.

## Producția filmului
Filmările au avut loc în Wrocław, și au durat din aprilie 2010 până înianuarie 2011.

## Distribuția
- Filip Bobek - Władysław Frasyniuk
- Marcin Bosak - Maks
- Wojciech Solarz - Stanisław Huskowski
- Piotr Głowacki - Sobczak
- Agnieszka Grochowska - Anka
- Sonia Bohosiewicz - Czerniak
- Olga Frycz - Maria
- Krzysztof Czeczot - Józef Pinior
- Maciej Makowski - Piotr Bednarz
- Mariusz Benoit - Tadeusz Markuć "Stary"
- Jan Frycz - maiorul Bagiński
- Krzysztof Stroiński - "Żegota"
- Przemysław Bluszcz - Bogdan Stroiński
- Cezary Morawski - direktorul băncii, Jerzy Aulich
- Adam Ferency - Arhiepiscopul Henryk Gulbinowicz
- Mirosław Haniszewski - "Gapa"
- Adam Cywka - SB-ek Zubek
- Jarosław Góral - SB-ek